# 1301
1301 (MCCCI) je bilo navadno leto, ki se je po julijanskem koledarju začelo na nedeljo.

## Dogodki
- 25. oktober - S severne poloble je naslednjih 47 dni viden Halleyev komet.

### Slovenija
- Umrlega oglejskega patriarha Pietra Gerro nasledi Ottobuono di Razzi. 1315 ↔

### Države naslednice mongolskega imperija
- 25. januar - Dinastija Juan oziroma mongolska vojaška baza v Junanu nadaljuje z invazijo v Burmi proti Kraljevini Myinsaing. Mongolska vojska tega dne prispe pred istoimensko prestolnico omenjene burmanske kraljevine, vendar je obleganje neuspešno. ↓
- 6. april → Po neuspešnem obleganju mongolski generali prejmejo podkupnino in se umaknejo z vojsko nazaj v Junan. Ko se razve za njihovo nizkotno dejanje, jih junanske mongolske oblasti usmrtijo.
- Dinastija Juan, Čagatajski kanat: vrhovni kan Temür nadaljuje z invazijo proti čagatajskemu vladarju Kaiduju, ki mu na pomoč prispe legitimni kan Duva. Kaidu je v bitki s cesarsko vojsko vrhovnega kana smrtno ranjen, zato postane Duva nesporni vladar Čagatajskega kanata. Naveličan državljanskih vojn ne uniči Kaidujeve rodbine in prenese privilegije umrlega na njegovega sina Čaparja. Prav tako spravi v tek diplomacijo, ki ji da nalogo, naj sklene premirje z vrhovnim kanom Temürjem. 1303 ↔

### Ostalo
- 14. januar - S smrtjo ogrskega kralja Andreja III. dokončno izumre hiša Árpád, ki je vladala od prihoda Madžarov v Panonsko nižino v 9. stoletju. Za nasledstvo kraljevine se spopadejo neapeljska hiša Anžujcev, bavarska hiša Wittelsbaških in češka hiša Pržemislov. Tega leta sta kronana za novega ogrskega kralja neapeljski kandidat Karel Robert Anžujski (kot Karel I.), ki ima podporo predvsem na Hrvaškem, manj pa na Ogrskem, in češki kandidat Venčeslav ml. (kot Ladislav V.), ki ima ključno zaslombo pri svojem očetu, češkemu in poljskemu kralju Venčeslavu II. 1303 ↔
- 1. februar - Angleški kralj Edvard I. podeli svojemu sinu Edvardu Caernarvonu naziv Valižanskega princa.
- julij - Obleganje Bensheima, Nemčija: nemški kralj Albert I. Habsburški se ubrani poskusa štirih knezov-elektorjev[1], da bi ga odstavili in si nastavili njim ustreznejšega ter šibkejšega kralja.
- 3. september - Umrlega vladarja Verone Alberta I. iz rodbina Scaligerjev nasledi sin Bartolomej I.
- 8. november - Firence: spopad med Črnimi[2] in Belimi[3] gvelfi. Dante je privrženec Belih.
- Papež Bonifacij VIII. odpošlje odposlanca Bernarda Saisseta na dvor francoskega kralja Filipa Lepega. Po burnem odzivu kraljevih dvorjanov ga kralj ukaže aretirati z obtožbo, da naj bi pripravljal oboroženo vstajo. Prav tako mu očita veleizdajo, herezijo in blasfemijo. ↓
- 5. december → V odgovor na razžalitev odpošlje papež Bonifacij VIII. pošlje provokativno pismo Ausculta Fili francoskemu kralju Filipu Lepem. Pismo je napisano v paternalističnem tonu s pozicije vrhovnega oblastnika posvetnih vladarjev. Papež kralju očita agresijo proti Cerkvi, samovoljno obdavčevanje cerkve, investituro kralju vdanih škofov in preganjanje papeških škofov. Pismo še dodatno razbesni Filipa IV. Papež kralja nespametno povabi v Rim, naj se mu izjasni. → 1302
- Prva vojna za škotsko neodvisnost: Škoti plenijo po severni Angliji in se izogibajo frontalnim spopadom z Angleži.
- Bergen, Norveška: na Norveškem se pojavi ti. Lažna Margareta, prevarantka, ki je posnemala umrlo norveško princeso in škotsko dedinjo Margareto. Gospa je bila že krepko v letih, stara namreč 40 let, medtem ko bi jih princesa morala šteti rosnih 17 let. Skupaj s soprogom prepriča preprosto ljudstvo in nekaj klerikov, da je (umrla) princesa, ne pa tudi mestnih oblasti. Le-te obtožijo Lažno Margareto prevare, soproga obglavijo, njo pa sežgejo na grmadi. Nazadnje se med preprostimi prebivalci mesta razbohoti razbohoti ljudski kult v njeno slavo, ki lažno princeso smatrajo za mučenico, zato v bližini kraja njene smrti zraste cerkev.
- Umrlega kralja Galicije-Volinje Leona I. nasledi sin Jurij I.
- Genovčani preženejo s Monaške pečine Rainierja Grimaldija, ki se potem odpravi v službo na francoski dvor. 1331 ↔
- Španija: kastiljski princ in kralj Leóna Ivan I. se sporazume s starejšim bratom Ferdinandom IV. in mu prepusti vodenje Leóna. Položaj je v tem letu na Iberskem polotoku izjemno slab: suša, huda lakota in epidemije bolezni pogubijo četrtino prebivalstva Kastilije.
- Bitinija, Bizantinsko cesarstvo: lokalni magnati ponovno spravljajo denar namenjen za varovanje meje v lastne žepe, kar se pozna v poroznosti meje. Osmani pod vodstvom Osmana I. oblegajo regionalno prestolnico Nikejo, uničujejo poljedelsko podeželje ter onemogočajo trgovske poti. 1302 ↔

## Rojstva
- 12. junij - Ibn Fadlalah al-Umari, arabski zgodovinar († 1349)
- 23. julij - Oton IV., avstrijski vojvoda († 1339)
- 5. avgust - Edmund Woodstock, angleški vojskovodja, 1. grof Kent, diplomat († 1330)
- 7. oktober - Aleksander Mihajlovič, tverski knez († 1339)
- 30. november - Andrea Corsini, italijanski karmeličan, škof Fiesole, svetnik († 1373)

Neznan datum
- Ingeborg Hakonsdatter, norveška princesa, švedska regentinja, vojvodinja Hallanda († 1361)
- Ismail ibn Kasir, islamski učenjak, šafijska šola († 1373)
- Katarina Valoiška, regentinja ahajske kneževine, titularna latinska cesarica († 1346)
- princ Morikuni, 9. japonski šogun († 1333)
- Ni Zan, kitajski slikar († 1374)
- Nitta Jošisada, japonski vojskovodja († 1338)
- William Montagu, angleški plemič, 1. grof Salisbury, kralj otoka Man († 1344)

## Smrti
- 14. januar - Andrej III., madžarski kralj (* 1265)
- 20. februar - Asukai Gayū, japonski plemič, pesnik (* 1241)
- 3. september - Albert I. della Scala, vladar Verone
- Gertrud Morneweg, nemška veletrgovka iz Lübecka
- Jean I. de Grailly, gaskonski senešal
- Kaidu, vladar Čagatajskega kanata (* 1230)
- Lažna Margareta, norveška prevarantka, posnemovalka umrle norveške princese in škotske dedinje Margarete (* 1260)
- Leon I., kralj Galicije-Volinje, kijevski veliki knez (* 1228)
- Pietro Gerra, oglejski patriarh
- Stefano Fiorentino, italijasnki (florentinski) slikar († 1350)
- Zahed Gilani, perzijski mistik, sufi (* 1216)